# Prva liga Jugoslavije w szachach
Prva liga Jugoslavije – najwyższa klasa drużynowych rozgrywek szachowych w SFR Jugosławii, odbywająca się w latach 1946–1991. Organizatorem zawodów był Šahovski savez Jugoslavije.

## Historia
Pierwsze drużynowe mistrzostwa Jugosławii odbyły się w 1925 roku w Zagrzebiu, gdzie lokalny ZŠK wygrał z NŠK Novi Sad. Ostatnie drużynowe mistrzostwa Królestwa Jugosławii odbyły się w 1941 roku. Pierwsze mistrzostwa po II wojnie światowej odbyły się w sezonie 1946/1947, a zwycięzcą była Crvena zvezda. Organizowano wówczas play-offy z ligą finałową. W latach 1947–1950 organizowano mistrzostwa systemem ligowym. W 1951 roku liga nie odbyła się, rok później zespoły podzielono na dwie grupy, a zwycięzca każdej z nich grał w meczu finałowym. W 1953 roku ponownie nie rozegrano mistrzostw. W latach 1954–1958 liga była rozgrywana systemem każdy z każdym, następnie przez rok systemem pucharowym, a w latach 1961–1962 – na zasadzie play-offów. Od roku 1963 rozgrywano mistrzostwa systemem każdy z każdym.

## Medaliści
| Sezon     | 1. miejsce                      | 2. miejsce                         | 3. miejsce                         | Źródło |
| --------- | ------------------------------- | ---------------------------------- | ---------------------------------- | ------ |
| 1946/1947 | Crvena zvezda Belgrad           | Sloga Nowy Sad                     | Partizan Belgrad                   | [ 2 ]  |
| 1947      | Partizan Belgrad                | Crvena zvezda Belgrad              | Sloga Nowy Sad                     | [ 3 ]  |
| 1948      | Crvena zvezda Belgrad           | Krim Lublana                       | Partizan Belgrad                   | [ 4 ]  |
| 1949      | Partizan Belgrad                | Vidmar Belgrad                     | Krim Lublana                       | [ 5 ]  |
| 1950      | Vidmar Belgrad                  | Mladost Zagrzeb                    | Partizan Belgrad                   | [ 6 ]  |
| 1951      | Mistrzostwa nie odbyły się      | Mistrzostwa nie odbyły się         | Mistrzostwa nie odbyły się         | [ 1 ]  |
| 1952      | Partizan Belgrad                | Mladost Zagrzeb                    | –                                  | [ 7 ]  |
| 1953      | Mistrzostwa nie odbyły się      | Mistrzostwa nie odbyły się         | Mistrzostwa nie odbyły się         | [ 1 ]  |
| 1954      | Partizan Belgrad                | Mladost Zagrzeb                    | Ljubljana UŠK                      | [ 8 ]  |
| 1955      | Partizan Belgrad                | Slavija Belgrad                    | Mladost Zagrzeb                    | [ 9 ]  |
| 1956      | Partizan Belgrad                | Crvena zvezda Belgrad              | Slavija Belgrad                    | [ 10 ] |
| 1957      | Mladost Zagrzeb                 | Partizan Belgrad                   | Slavija Belgrad                    | [ 11 ] |
| 1958      | Mladost Zagrzeb                 | Partizan Belgrad                   | Slavija Belgrad                    | [ 12 ] |
| 1959/1960 | Partizan Belgrad                | ŽŠK Maribor                        | Mladost Zagrzeb                    | [ 13 ] |
| 1960/1961 | Partizan Belgrad                | ŽŠK Maribor                        | –                                  | [ 14 ] |
| 1962      | Partizan Belgrad                | ŽŠK Maribor                        | Poštar Zagrzeb                     | [ 15 ] |
| 1963      | Partizan Belgrad                | Crvena zvezda Belgrad              | Novinar Lublana                    | [ 16 ] |
| 1964      | Partizan Belgrad                | Mladost Zagrzeb                    | Novinar Lublana                    | [ 17 ] |
| 1965      | Partizan Belgrad                | Crvena zvezda Belgrad              | Mladost Zagrzeb                    | [ 18 ] |
| 1966      | PTT Zagrzeb                     | Crvena zvezda Belgrad              | Partizan Belgrad                   | [ 19 ] |
| 1967      | Crvena zvezda Belgrad           | Partizan Belgrad                   | Mladost Zagrzeb                    | [ 20 ] |
| 1968      | Crvena zvezda Belgrad           | Partizan Belgrad                   | PTT Zagrzeb                        | [ 21 ] |
| 1969      | Partizan Belgrad                | Crvena zvezda Belgrad              | Mladost Zagrzeb                    | [ 22 ] |
| 1970      | Crvena zvezda Belgrad           | Partizan Belgrad                   | Mladost Zagrzeb                    | [ 23 ] |
| 1971      | Partizan Belgrad                | Crvena zvezda Belgrad              | Mladost Zagrzeb                    | [ 24 ] |
| 1972      | Partizan Belgrad                | Crvena zvezda Belgrad              | PTT Zagrzeb                        | [ 25 ] |
| 1973      | Partizan Belgrad                | Mladost Zagrzeb                    | Crvena zvezda Belgrad              | [ 26 ] |
| 1974      | Partizan Belgrad                | Mladost-Industrogradnja Zagrzeb    | Crvena zvezda Belgrad              | [ 27 ] |
| 1975      | Crvena zvezda Belgrad           | Partizan Belgrad                   | PTT Zagrzeb                        | [ 28 ] |
| 1976      | Crvena zvezda Belgrad           | Partizan Belgrad                   | PTT Zagrzeb                        | [ 29 ] |
| 1977      | Crvena zvezda Belgrad           | Partizan Belgrad                   | Mladost-Industrogradnja Zagrzeb    | [ 30 ] |
| 1978      | Partizan Belgrad                | Crvena zvezda Belgrad              | ŽŠK Maribor                        | [ 31 ] |
| 1979      | Partizan Belgrad                | Industrija Motora Rakovica Belgrad | PTT Zagrzeb                        | [ 32 ] |
| 1980      | Partizan Belgrad                | Bosna Sarajewo                     | Mladost-Industrogradnja Zagrzeb    | [ 33 ] |
| 1981      | Crvena zvezda Belgrad           | Partizan Belgrad                   | Goša Smederevska Palanka           | [ 34 ] |
| 1982      | Mladost-Industrogradnja Zagrzeb | Bosna Sarajewo                     | Industrija Motora Rakovica Belgrad | [ 35 ] |
| 1983      | Bosna Sarajewo                  | Mladost-Industrogradnja Zagrzeb    | Industrija Motora Rakovica Belgrad | [ 36 ] |
| 1984      | Bosna Sarajewo                  | Partizan Belgrad                   | Industrija Motora Rakovica Belgrad | [ 37 ] |
| 1985      | Bosna Sarajewo                  | Partizan Belgrad                   | PTT Zagrzeb                        | [ 38 ] |
| 1986      | Bosna Sarajewo                  | Goša Smederevska Palanka           | Partizan Belgrad                   | [ 39 ] |
| 1987      | Bosna Sarajewo                  | Goša Smederevska Palanka           | Partizan Belgrad                   | [ 40 ] |
| 1988      | Radnički Belgrad                | Goša Smederevska Palanka           | Bosna Sarajewo                     | [ 41 ] |
| 1989      | Partizan Belgrad                | Goša Smederevska Palanka           | Radnički Belgrad                   | [ 42 ] |
| 1990      | Bosna Sarajewo                  | Goša Smederevska Palanka           | Partizan Belgrad                   | [ 43 ] |
| 1991      | Bosna Sarajewo                  | Radnički Belgrad                   | Crvena zvezda Belgrad              | [ 44 ] |